# 永嶺重敏
永嶺 重敏（ながみね しげとし、1955年 - ）は、出版文化・大衆文化研究家。

## 来歴
鹿児島県生まれ。九州大学文学部史学科卒業、図書館短期大学別科修了。東京大学経済学部図書室勤務、同法学部附属明治新聞雑誌文庫、史料編纂所図書室、駒場図書館、情報学環図書室、文学部図書室勤務。同定年退職。1997年『雑誌と読者の近代』で日本出版学会賞、国立大学図書館協議会賞、2001年『モダン都市の読書空間』で日本図書館情報学会賞、2006年『怪盗ジゴマと活動写真の時代』で内川芳美記念マス・コミュニケーション学会賞、日本児童文学学会奨励賞受賞。日本出版学会、日本メディア学会、メディア史研究会、芸能史研究会会員。

## 著書
- 『雑誌と読者の近代』日本エディタースクール出版部、1997年7月 ISBN 4888882614
- 『モダン都市の読書空間』日本エディタースクール出版部、2001年3月 ISBN 4888883106
- 『“読書国民”の誕生―明治30年代の活字メディアと読書文化』日本エディタースクール出版部、2004年3月 ISBN 4888883408
  - 『読書国民の誕生 近代日本の活字メディアと読書文化』講談社学術文庫、2023年12月 ISBN 9784065340257
  - 『독서국민의탄생:근대 일본, 책 읽는 국민을 만들다（韓国語訳）』田島哲夫ほか（訳）、푸른역사、2010年2月。ISBN 978-8994079080
- 『怪盗ジゴマと活動写真の時代』新潮新書、2006年6月 ISBN 4106101726
- 『東大生はどんな本を読んできたか 本郷・駒場の読書生活130年』平凡社新書 2007年10月 ISBN 978-4582853940
- 『流行歌の誕生 「カチューシャの唄」とその時代』吉川弘文館〈歴史文化ライブラリー〉 2010年9月 オンデマンド版　2022年　ISBN 9784642757041
- 『オッペケペー節と明治』文藝春秋〈文春新書〉、2018年1月 ISBN 978-4166611553
- 『「リンゴの唄」の真実ー戦後初めての流行歌を追う』青弓社、2018年10月 ISBN 978-4787220790
- 『歌う大衆と関東大震災―「船頭小唄」「籠の鳥」はなぜ流行したのか』青弓社、2019年10月 ISBN 978-4787220851
- 『明治の一発屋芸人たち―珍芸四天王と民衆世界』勉誠出版、2020年12月  ISBN 978-4585270584
- 『歌う民衆と放歌高吟の近代―放歌民衆から唱歌・軍歌を歌う国民へ』勉誠出版、2022年5月  ISBN 978-4585370031
- 『演じ謡い語る民衆と紳士の近代―明治の素人芸能文化』（Kindle版）（Amazon Services International LLC）、2024年11月
- 『中世ヨーロッパの書物と読者と図書館―1980年代論文復刻集成』（kindle版）（Amazon Services International LLC）、2024年12月
- 『工場労働者と農村の読書文化史―復刻論文集成』（Kindle版）（Amazon Services International LLC）、2025年1月

## 注
1. ↑  『現代日本人名録』2002年
2. ↑  『怪盗ジゴマと活動写真の時代』著者紹介
3. ↑  『流行歌の誕生』著者紹介